# Glaucocharis octacornutella
Glaucocharis octacornutella là một loài bướm đêm trong họ Crambidae.